# Gorée
L'illa de Gorée o Gorea és una illa que es troba davant de la costa del Senegal, a uns tres quilòmetres davant de la capital, Dakar. Té una superfície de 18 hectàrees. El 1978, va ser declarada Patrimoni de la Humanitat per la UNESCO.

## Història

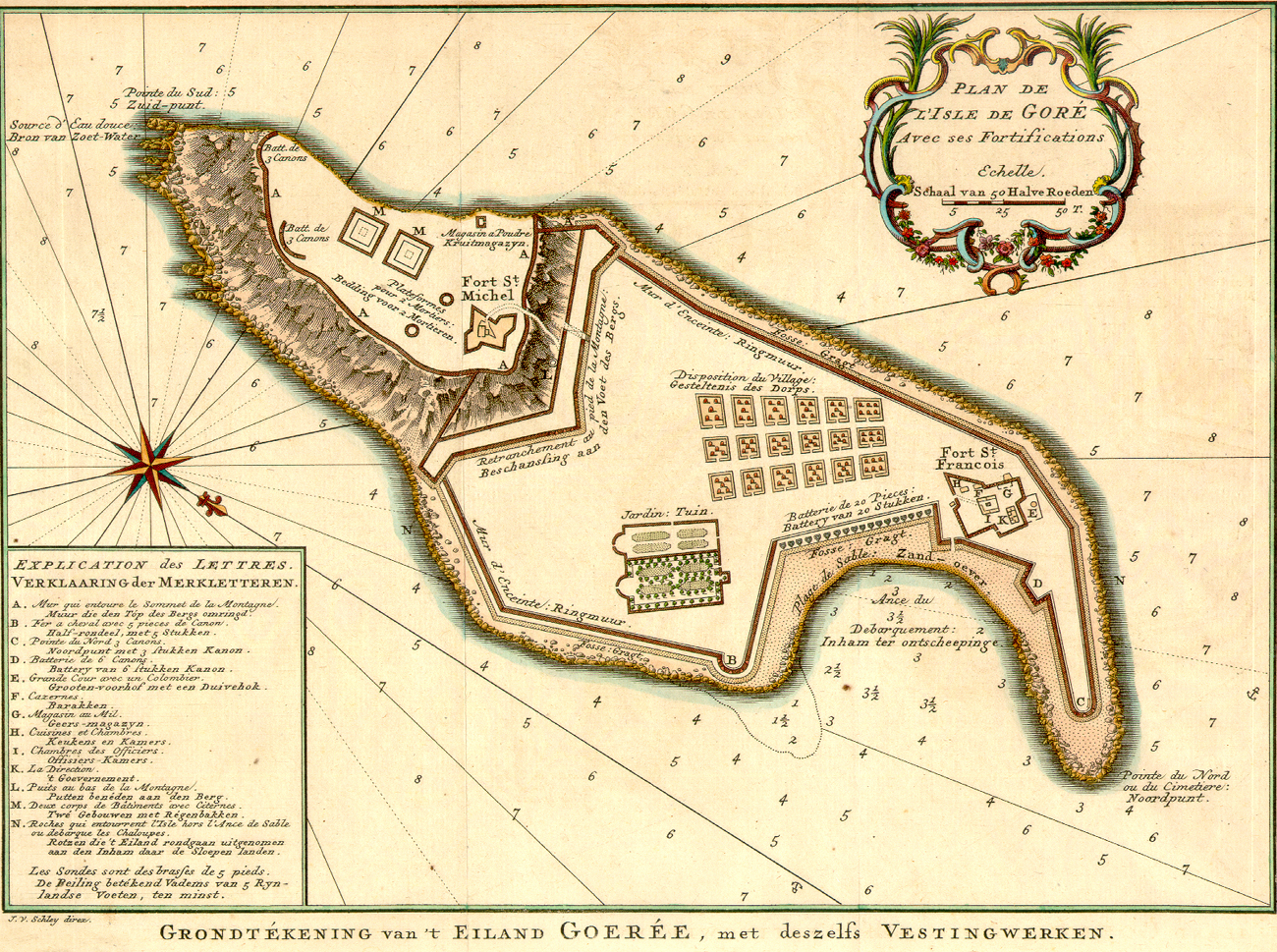
Mapa de l'illa

El 1364 van desembarcar a l'illa mariners de Dieppe. El navegant portuguès Dinis Dias va arribar a l'illa de Gorée el 1444, i la va batejar com a «Palma».
El 1588 els anglesos van arribar a Palma per comerciar en virtut d'una patent de la reina Elisabet I d'Anglaterra que permetia el comerç al «riu Senegal, a la vila de Bisequiache o Barzaquiche situada prop del Cap Verd, a la costa a Rufisco-Viejo o Rufisque, a Palmerin, a Portudale, a Joala i a Gàmbia». També van començar a aparèixer els holandesos: Pieter de Marees hi va parar el 1601 i Peter Van den Broeck esmenta la seva estada el 15 de gener de 1606 (a la rada va trobar dos vaixells holandesos, 3 francesos i 5 anglesos). El 1602 s'havia fundat la Companyia Holandesa de les Índies Occidentals. El 1617 els holandesos van comprar l'illa al reietó de Cap Verd, Biram, i la van rebatejar ‘Goede Reede’ («la bona badia») de què procedeix el nom actual o segons una altra versió Goeree del nom d'una illa de Zelanda. Van construir dos forts (Fort Orange a la part alta i Fort Nassau a la part baixa) que va iniciar una tradició de sistema defensiu sempre mantingut i millorat, que va continuar fins a la II Guerra Mundial; els dos forts eren quadrats amb bastions als cantons; inicialment hi havia també cabanes i edificis que incloïen magatzems, cambres i cuines. Al nord es va construir una capella. El primer fort fou destruït el 1629 per João Pereira-Corte Real, governador portuguès de Cap Verd que va recuperar l'illa. El 1630, els holandesos la van reconquistar però el 1645 una aliança entre francesos i portuguesos va permetre a aquests darrers recuperar l'illa novament. El 1647 els holandesos van retornar en força, van assegurar l'illa i la van retenir fins al 1664. En aquest any de 1664 fou ocupada pels britànics breument, però els holandesos la van recuperar al cap de poc temps (24 d'octubre de 1664 per obra de l'almirall Ruyter). El governador Abercrombie, 60 soldats i alguns empleats del govern foren desembarcats a la zona del riu Gàmbia. Ruyter va deixar una guarnició de 150 homes manats per Jean Cellarius, que va fer reparar les bateries i els dos forts. El 1669 la guarnició era d'entre 80 i 100 homes.
Els francesos manats per l'almirall D'Estrées la van ocupar a partir de l'1 de novembre de 1677; el marquès de Grancey amb 450 homes es va apoderar primer del fort de Nassau i després la resta de l'expedició va prendre el Fort Orange on s'havien retirat els holandesos, que finalment es van haver de rendir. Un dels capitans de D'Estrées, de nom Ducasse, amb un vaixell de 40 canons, es va desplaçar a Rufisque, Joal i Portudal a la costa continental i va ocupar les tres posicions fàcilment, forçant als caps locals a signar tractats que asseguraven el monopoli del comerç als francesos a canvi de certs regals cada any. Ducasse hauria estat qui va fortificar l'illa de Gorée. El tractat de Nimega de 1678 va atribuir l'illa a França que ja l'ocupava i que va confiar l'administració a la Companyia del Senegal (posteriorment va passar a la Compagnie Française de Guinée). Ducasse va retornar a Gorée l'abril de 1678 en qualitat d'agent de la companyia, arribant el 8 de maig de 1678, descrivint un establiment pròsper; va fer una expedició al riu Gàmbia el 1678, que no va reeixir doncs la posició que va establir a l'illa Dog, fou atacada pels indígenes que van matar a tots els francesos. El 10 de juliol de 1678 hauria actuat com a corsari desembarcant davant del fort d'Arguin, aleshores en mans dels holandesos, iniciant els combats el 22 d'agost de 1678 i forçant al fort a capitular el 29 d'agost; després es va apoderar del territori a l'entorn. El 1679 Ducasse era a Gorée quan el cap indígena de Portudal va atacar la factoria francesa de Rufisque i la va saquejar; Ducasse va marxar a la costa amb 800 homes, va fer un tractat amb el cap de Baol-Salum, va recuperar Rufisque i va penetrar a l'interior forçant la submissió del rei de Cayor. L'illa va rebre la visita el 1682 dels astrònoms Des Hayes, Varin i Du Gloss, membres de l'Acadèmia Reial de Ciències de París, que venien a observar un satèl·lit de Júpiter. El 1689 el nou director general de la companyia fou La Courbe, que no va poder canviar les males pràctiques de l'entitat. Els francesos van reconstruir el fort neerlandès de Nassau, rebatejant-lo Saint François o Fort Vermandois, i allí es van allotjar la guarnició i els empleats de la companyia; les cases dels europeus eren a l'exterior del fort. El fort de Saint Michel fou construït a l'emplaçament de l'antic Fort Orange.
La guerra de la Gran Aliança que va enfrontar a anglesos i francesos va esclatar el 1688. El 1690 Gorée tenia una guarnició de 35 homes amb 12 canons. El 4 de febrer de 1692 la Companyia del Senegal va vendre la seva concessió i el 4 de febrer de 1693, l'almirall anglès James Booker va ocupar l'illa, però el juliol del mateix any fou recuperada pel capità francès Bernard, sense poder evitar però la destrucció dels dos forts. Els anglesos van capturar també els establiments francesos a Saint Louis del Senegal i la Petita Costa que igualment foren aviat recuperats pels francesos.
El director general de la Compagnie de Guinée, Chambonneau, que havia adquirit la concessió, es va instal·lar a l'illa el 1695. Llavors hi havia un centenar de francesos i algunes famílies de laptots quan va estar a l'illa el capità De Gennes, que es va dirigir al riu Gàmbia per arrasar el Fort James. Però el 1696, per temor a represàlies britàniques, els francesos van evacuar Gorée; el tractat de Ryswick va restablir el statu quo i els francesos van poder tornar a l'illa el 1698 dirigits per André Bruë. Els forts destruïts foren reconstruïts i el de Saint Michel o de la Montagne fou dotat de 24 canons, mentre el de Saint Francois (o de l'Anse) va rebre 28 canons. Quan Bruë va abandonar l'illa el 1723, el seu successor Du Bellay va informar que la guarnició estava formada per 16 homes i 52 canons. Es coneix bé l'època pel relat de l'abat Labat, si bé mercès a Cultru, sabem que va atribuir a Bruë una part de l'obra del seu predecessor La Courbe.
L'octubre de 1724 es va produir un aixecament d'esclaus, que va poder ser reprimit. El 1749, el naturalista Michel Adanson i va restar algun temps sent acollit pel director de la companyia, M. de Saint-Jean, que en comptes de dedicar-se a reforçar les defenses es dedicava a embellir l'illa amb alguns edificis i havia fet excavar uns pous i construir jardins i horts.
El 1755 es va produir una revolta de presoners de guerra que havien estat venuts pel rei de Sine; havien estat en guerra contra el rei de Bawol. La història es va iniciar quan el rei de Sine fou derrotat al camp de batalla, però va decidir revenjar-se i durant la nit quan els victoriosos guerrers de Bawol celebraven l'èxit, els guerrers de Sine els van atacar per sorpresa; alguns generals de Bawol, inclòs Fara Kaba, van resultar morir; cinc-cents altres guerrers foren fets presoners i venuts immediatament a l'illa Gorée per evitar qualsevol reacció; una vegada a l'illa, els captius van decidir rebel·lar-se per poder tornar a la seva terra. El pla però fou descobert i els dos líders executats, i la resta enviats en vaixells fora de l'illa. En aquest any 1755 es va reprendre la guerra contra Anglaterra. Gorée comptava aleshores amb 40 homes de guarnició. El 1758 el rei de França va enviar 200 soldats de reforç i peces d'artilleria, però de res va servir, ja que el desembre de 1758 va haver de capitular davant els anglesos. Sota domini anglès s'esmenta que a part dels francesos civils, pocs nombrosos, i hi havia uns 300 negres lliures que vivien a un barri al sud de l'illa que sembla era un barri molt net.
Gorée fou ocupada pels britànics el 30 d'abril de 1758 juntament amb Saint Louis del Senegal. El tractat de París de 1763 va deixar Saint Louis i dependències (els establiments a la riba del riu) en mans de Gran Bretanya però va retornar Gorée i la Petita Costa a França i més en concret a la corona francesa (el 1765 Saint Louis fou unida a Fort James per formar la colònia de Senegàmbia Britànica). Durant els anys que va existir la colònia de Senegàmbia, la base francesa de l'illa de Gorée fou constantment amenaçada. El rei va nomenar un governador responsable directament davant la corona i representant l'administració reial, que fou Poncet de la Rivière, que va prendre possessió del càrrec el 14 de setembre de 1763. Això va donar un nou impuls a l'illa i les construccions es van multiplicar. La guarnició va augmentar a 2 companyies (i més tard a 3) de 654 homes. Rivière va signar un tractat amb el rei (damel) de Cayor que li va cedir una part de la península del Cap Verd, però l'acord no fou fet efectiu. El 1778 el duc de Lauzun fou nomenat governador de Gorée i de Senegal i dependències i al començament de 1779 una expedició dirigida pel marquès de Vaudreil va recuperar Saint Louis i les altres factories que havien quedat per Anglaterra en el tractat del 1763 ocupant també Fort James, la factoria dels britànics al riu Gàmbia. Vaudreil va rebre ordres d'evacuar la guarnició de Gorée cap a Saint Louis i arrasar les fortificacions; Jacques Joseph Eyriès va ocupar el càrrec de governador de Senegal (1779-1781) i va enfrontar la primera epidèmia de febre groga al començament del seu govern, que va causar la mort de la meitat dels habitants. Els que van sobreviure foren portats a Guaiana, i es va completar el desmantellament dels forts, sent evacuada Gorée i traslladats els administradors a Saint Louis. Això va permetre als anglesos ocupar l'illa avançat l'any 1779, establint una guarnició a l'illa, amb Houghton, després un famós explorador, com a comandant del fort i diversos governadors (1779-1783).
El tractat de Versalles (1783) va retornar Gorée a França, que fou reocupada el 25 de març de 1784. Però els governadors residien a Saint Louis que era una posició de més fàcil defensa, i Gorée va esdevenir una fortalesa i un punt de tractes, supeditada al governador de Saint Louis. En 1786, Gorée va acollir al nou governador de Saint Louis, el cavaller Stanislas de Boufflers, cèlebre poeta que fou membre de l'Acadèmia Francesa, que havia acceptat aquest destí llunyà (que considerava un exili) per refer la seva fortuna i casar-se amb Madmoiselle de Sabran amb la qual mantenia una correspondència platònica. El nou governador va fer de Gorée la seva residència preferida (tot i que formalment romania a Saint Louis) i va viure a «le Gouvernement», una petita construcció recent que després fou destruïda pel bombardeig anglès de 1797, però la causa de romandre a l'illa fou que aviat va esdevenir amant de la signare Anna Pépin. El 1786 la població de l'illa era de 1.840 persones, més 200 esclaus en trànsit i 116 propietaris.
El 1791, la « Compagnie Nouvelle du Sénégal et dépendances », que pagava totes les despeses dels establiments del país, va ser liquidada per l'Assemblea Constituent. El diner va mancar a tothom incloent el governador Blanchot de Verly i no podia ser cobert per la venda d'esclaus, ja que l'esclavatge havia estat abolit per la Convenció per decret del 4 de febrer de 1794; els 30 soldats de la guarnició no rebien el seu sou. Els anglesos van intentar aprofitar la situació i van atacar l'illa, però foren rebutjats. Altra vegada la van atacar el 1797, sent també rebutjats per la guarnició (ara formada només per 10 homes) amb ajut dels civils. Els anglesos van atacar l'illa novament a la primavera del 1800. Aquesta vegada la població ja no va ajudar els soldats i el tinent Guillemin va haver de capitular. Gorée va tornar a la Gran Bretanya. Però el 1802, la pau d'Amiens la va restituir a França; la llei de 20 de maig de 1802 restablia l'esclavatge el que feia pensar que Gorée recuperaria la seva esplendor, però els anglesos es van negar a evacuar la seva possessió i van retenir l'illa i aviat va començar altre cop la guerra entre França i Gran Bretanya (1803). Durant aquesta guerra el corsari francès Hugues, en un cop de mà que va costar moltes vides, es va apoderar de Gorée el 18 de gener de 1804; però el comandant francès designat, Montmayeur, es va haver de rendir al tinent Pickford el 8 de març de 1804 i ja els anglesos no la van abandonar. El 1807 Gran Bretanya va abolir l'esclavatge. El Tractat de París (1814) retornava Gorée a França, però el Govern dels cent dies va demorar l'entrega. El coronel Julien Schmaltz fou designat governador de la colònia del Senegal el 1816 i va sortir d'Aix el 17 de juny de 1816 amb vaixells que transportaven un batalló d'infanteria, anant ell mateix a bord de la fragata "La Meduse", que va naufragar al banc d'Argüin. Els supervivents i els passatgers dels altres vaixells van poder arribar finalment a Gorée però el governador anglès Brereton, al·legant no haver rebut ordres del seu govern, no els va deixar desembarcar i no va retornar l'illa als francesos fins al 15 de febrer de 1817.
El comerç d'esclaus va persistir a la costa d'Àfrica durant tres segles (Gàmbia, Saint-Louis, Benín, Ghana…). Els centres dels camps de concentració d'esclaus africans amb destinació als Estats Units són especialment a Sant Lluís, punt focal del comerç d'esclaus arabomusulmà i europeu. El 1536, es construí la primera casa d'esclaus a l'illa. Fins al 1848, quan França va abolir l'esclavitud, a l'illa s'hi va establir el més actiu comerç d'esclaus a l'Àfrica, i fou la casa que construí un neerlandès el 1776 la que avui en dia es conserva com a museu. A Gorée, l'antiga casa de la signare Anna Colas Pépin (neboda d'Anna Pépin), coneguda mundialment com la Casa dels Esclaus, és el lloc més simbòlic i històric. De fet, el pas d'esclaus per Gorée fou cosa d'una petita minoria: entre 900 i 1500 persones segons l'historiador nord-americà Philip Curtin. Els propietaris dels llogarets d'esclaus al continent, on s'emmagatzemen els captius van ser el reis wolof de Cayor i els reis toucouleurs de l'alt Senegal. La informació sobre aquests reis negrers es troba en els Arxius Nacionals de França, al carrer Soubise de París i a la Biblioteca Nacional de França. Els reis de Cayor no obstant es van trobar amb una forta resistència dels lebous i dels serers habitant la petita costa del Senegal, que es va descriure a l'inici del segle xv pel navegador Alvise Cadamosto, que diu que aquests pobles es negaven a vendre esclaus.
En paral·lel amb el tràfic d'esclaus controlat per l'administració dels reis de França i Anglaterra, el comerç de la goma aràbiga, el cacauet, les pells, or del Galam, espècies pobres i la provisió de treballadors qualificats (fusters, paletes ...) assegurava la prosperitat econòmica de les signares de l'illa de Gorée al segle xviii i fins al segle xix. Les signares de Goree, especialment Anna Colas Pépin (neboda d'Anna Pépin) van introduir el comerç del cacauet a Rufisque, al Senegal, el 1841, que portara un notable desenvolupament econòmic a la localitat que va esdevenir una ciutat.
Amb la fundació de Dakar el 25 de maig de 1857, a petició dels notables mestissos de l'illa, encapçalats per les signares, Gorée va perdre gradualment la seva importància. El 1872 l'administració colonial francesa va crear les dues comunes de Sant-Louis i Gorée, les dues primeres comunes de l'Àfrica occidental en el model occidental, amb exactament el mateix estatus que altres ciutats franceses (situació més tard estesa a Dakar i Rufisque: els quatre municipis). Dakar al continent, era part de la comuna de Gorée, l'administració estava a l'illa. La febre groga de 1878 va ser un cop mortal per la ciutat. El 1887, Dakar es va separar de la comuna de Gorée i va esdevenir una comuna plena amb totes les funcions. La ciutat de Gorée va quedar reduïda a una petita vila a l'illa.
En 1891, la població de Gorée era de 2.100 habitants mentre Dakar en tenia ja 8.737. El 1926, la bretxa es va accentuar: els goreans eren poc més de 700, mentre que la població de Dakar arribava a 33.679 persones. Així, la fusió de Gorée i Dakar es va decidir el 1929. La ciutat de Gorée va desaparèixer i ja no fou més que un barri en una petita illa al municipi de Dakar. El tinent Robert Gaffiot va publicar el 1933 un llibre, el títol del qual reflecteix aquesta baixada: la capital caiguda de Gorée.

## Governadors
- 1664 Sir Robert Holmes
- 1664 Morgan Facey
- 1664 Sir George Abercrombie
- 1664 - 16.. Jan Cellarius
- 16.. - 1677 Hopsak
- 1677 - 1682 Jacques Fumechon
- 1682 - 1684 Denis Basset
- 1684 - 1688 Louis Moreau de Chambonneau
- 1688 - 1690 Michel Jajolet de La Courbé
- 1690 - 1693 Louis Moreau de Chambonneau (segona vegada)
- 1693 James John Booker (comandant anglès)
- 1693 - 1696 Jean Bourguignon
- 1696 - 1697 Jean Bourguignon (interí)
- 1697 - 1702 André Brué
- 1702 - 1706 Joseph Le Maître
- 1706 - 1709 Michel Jajolet de La Courbé
- 1710 - 1711 Guillaume Joseph Mustellier
- 1712 - 1713 Pierre de Richebourg
- 1714 - 1720 André Brué (o Bruë)
- 1720 - 1723 Nicolas Després de Saint-Robert
- 1723 - 1725 Julien du Bellay
- 1725 Nicolas Després de Saint-Robert (segona vegada)
- 1725 - 1726 Arnaud Plumet
- 1726 - 1733 Jean Levens de la Rouquette
- 1733 Lejuge
- 1733 - 1738 Sebastian Devaulx (interí de 1733 a 1736)
- 1738 - 1746 Pierre Félix Barthélemy David
- 1746 - 1758 Jean-Baptiste Estoupan de la Rué
- 1758 - 1763 Richard Alchorne Worge
- 1763 - 1764 Pierre Poncet de la Rivière
- 1765 - 1767 Jean-Georges Le Baillif, chevalier de Mesnager
- 1767 - 1768 Claude Le Lardeux de la Gastière
- 1768 Maiziére (interí)
- 1768 - 1772 Pierre de Rastel de Rocheblave
- 1772 Antoine Louis Desmarets de Montchaton (interí)
- 1772 - 1774 Charles Hippolite Boniface
- 1774 - 1777 Joseph Alexandre Le Brasseur
- 1777 - 1778 Alexandre Davis Armény de Paradis
- 1778 - 1779 Charles Boucher (interí)
- 1779 - 1779 Armand Louis de Gontaut, duc de Lauzun
- 1779 John Mackenzie, Lord Macleod
- 1779 - 1780 G.H. Adams
- 1780 - 1783 Joseph Wall
- 1783-1800 Els governadors de Senegal
- 1800 - 1803 John Fraser
- 1803 - 1804 Charles Stevenson
- 1804 El governador de Senegal
- 1804 Charles Pickford
- 1804 - 1805 William Murray
- 1805 - 1808 Edward Lloyd
- 1808 - 1811 Charles William Maxwell
- 1811 - 1816 James Chisholm
- 1816 - 1817 Brereton